# Trachylepis comorensis
Trachylepis comorensis es una especie de saurópsido escamado de la familia Scincidae. Es endémico del archipiélago de las Comoras e introducido en la isla Casuarina (en el archipiélago de las Primeras y Segundas) y en la isla Nosy Tanikely, junto a Madagascar en el canal de Mozambique.